# Presseschau (Fernsehsendung)
Die Presseschau war eine über 40 Jahre lang im Vormittagsprogramm des Ersten Deutschen Fernsehens, ab 1966 gemeinsam mit dem ZDF ausgestrahlte Fernsehsendung, die eine Presseschau präsentierte.
Zunächst war die Presseschau von 1961 bis 1969 eine Rubrik in der Sendung Aktuelles Magazin. Ab 1. Juli 1969 lief sie separat als Die internationale Presseschau und ab etwa 1973 als Presseschau. Die Sendung dauerte anfangs 5 bis 10 Minuten in der Sendezeit zwischen 12:00 und 13:30 Uhr, ab 1981 regelmäßig 5 Minuten mit festem Sendeplatz um 12:55 Uhr. Sie wurde am 5. Mai 2003 eingestellt. Zwischen 1962 und 1996 war Joachim Pukaß der Sprecher in mehr als 4000 Sendungen. Weitere Sprecher waren Ulrich Herzog, Andreas Thieck, Günter Wiatrek und Angela Berg.